# Daïdo
Daïdo ou Diado est un village du Cameroun situé dans le département du Nyong-et-So'o et la région du Centre. Il fait partie de la commune de Dzeng.

## Population
En 1963, Daïdo comptait 187 habitants, principalement des Mbida-Mbani. Lors du recensement de 2005, on y a dénombré 217 personnes.